# Gene Allen
Eugene "Gene" Allen (Los Ángeles, 17 de junio de 1918 – Newport Beach, 7 de octubre de 2015) fue un director artístico estadounidense. Siguió los pasos de su padre y se convirtió en oficial de policía de Los Ángeles después de que fuera despedido de su primer trabajo como dibujante. Después de servir en la Armada de los Estados Unidos durante la Segunda Guerra Mundial, Allen fue a la escuela artística para seguir su carrera. Ganó el Premio Óscar en 1965 al mejor diseño artístico por My Fair Lady, y nominado en Ha nacido una estrella en 1955 y por Les girls en 1958. Fue Presidente de la Academia de Artes y Ciencias Cinematográficas  de 1983 a 1985 y recibió el Premio especial a toda una carrera del Art Directors Guild en 1997. Allen murió el 7 de octubre de 2015 a la edad de 97 años.

## Premios y distinciones
Premios Óscar
| Año  | Categoría                       | Película               | Resultado |
| ---- | ------------------------------- | ---------------------- | --------- |
| 1955 | Mejor dirección de arte - Color | Ha nacido una estrella | Nominado  |
| 1958 | Mejor dirección de arte - Color | Les girls              | Nominado  |
| 1965 | Mejor dirección de arte - Color | My Fair Lady           | Ganador   |